# Coresi

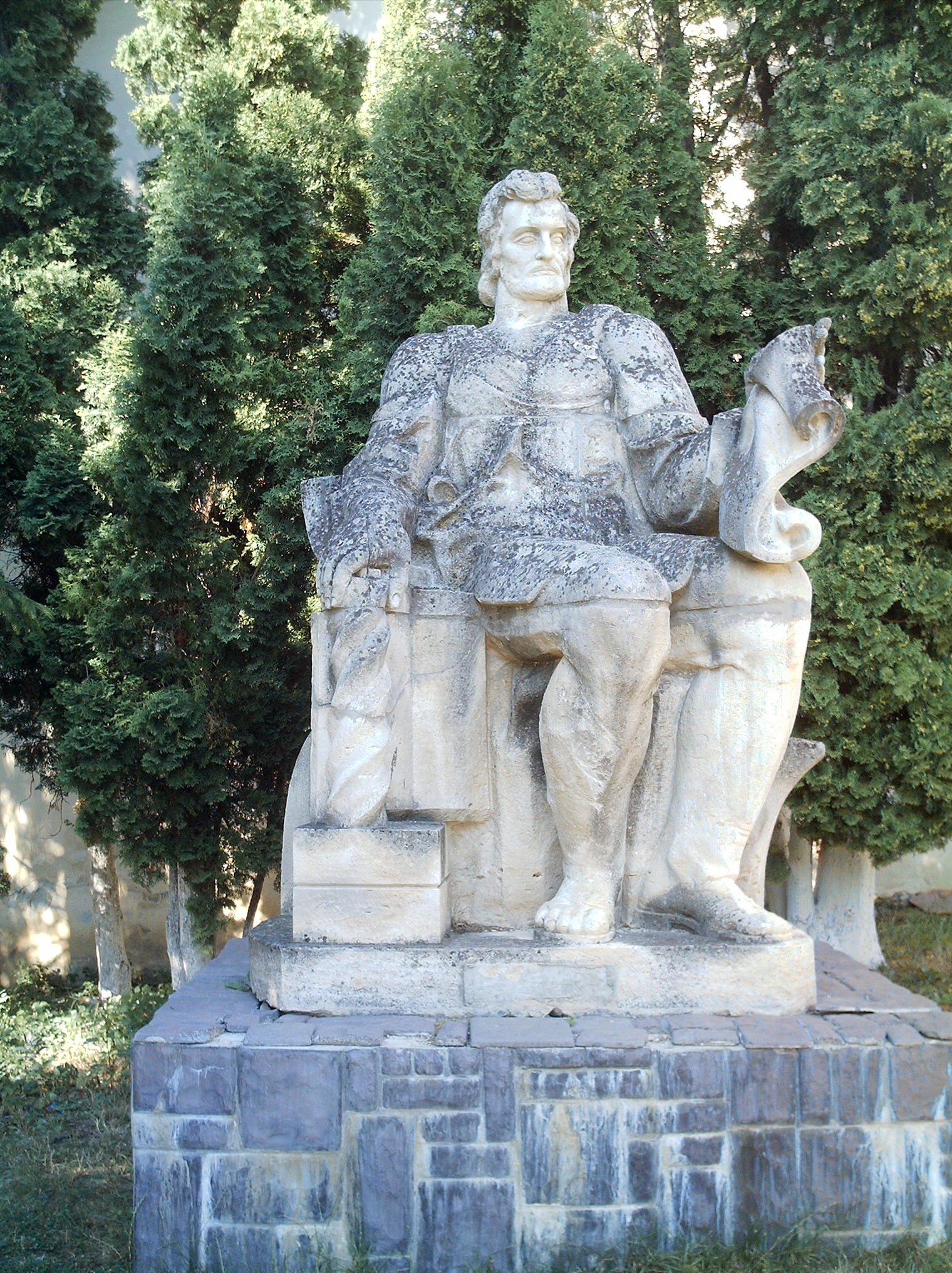
Statue von Coresi, neben der orthodoxen Kirche Sankt Nikolaus (Sfântul Nicolae), Brașov

Coresi, auch als Diakon Coresi bekannt (Geburtsjahr unbekannt; gestorben 1583 in Brașov), war ein rumänischer Buchdrucker und Übersetzer des 16. Jahrhunderts. Sein Schaffen markiert den Beginn der Entstehung der rumänischen Literatur und Hochsprache. Viele der ältesten gedruckten Bücher in rumänischer Sprache wurden von ihm herausgegeben.

## Biografie
Coresi arbeitete zunächst in Târgoviște, zog dann aber nach Brașov, wo er Bücher sowohl in der damals üblichen kirchenslawischen Sprache wie auch in rumänischer Sprache in seiner Werkstatt drucken ließ. Er war vermutlich auch maßgeblich an den Übersetzungen der Evangelien des Neuen Testaments und anderer Werke christlicher Literatur in die rumänische Sprache beteiligt.

## Werke (Auswahl)
- Tetraevanghelul (die vier Evangelien, 1561)
- Întrebare creștinească (Katechismus, 1561–1562)
- Liturghierul (1570)
- Psaltirea (1570)